# NGC 6342
NGC 6342 est un amas globulaire situé dans la constellation d'Ophiuchus à environ 27 700 a.l. (8,5 kpc) du Soleil et à 5 550 a.l. (1,7 kpc) du centre de la Voie lactée. Il a été découvert par l'astronome germano-britannique William Herschel en 1786.

## Caractéristiques
Selon la base de données Simbad, la vitesse radiale héliocentrique de cet amas est égale à −116,56 ± 0,74 km/s. William W. Harris indique à peu près la même valeur, soit −115,7 ± 1,4 km/s. Selon Forbes et Bridges, sa métallicité est estimée à −0,69 [Fe/H] et son âge d'environ 12,03 milliards d'années. Cet amas s'éloigne beaucoup de la forme sphérique, ayant une ellipticité égale à 0,18.
Selon une étude publiée en 2011 par J. Boyles et ses collègues, la métallicité de l'amas globulaire NGC 6342 est égale à -0,55 et sa masse est égale à 96 600 {\displaystyle M_{\odot }}. Dans cette même étude, la distance de l'amas est aussi estimée à environ 8,5 kpc (∼27 700 al). Quatre valeurs de la métallicité comprises entre -0,65 et -0,90 sont indiquées sur Simbad.
Cinq valeurs de la métallicité comprises entre -0,49 et -1,01 sont indiquées sur Simbad. La valeur indiquée par Harris est de -0,55 et celle par Boyle est de -1,37. Une métallicité comprise entre -0,49 et -1,37 signifie que la concentration en fer de NGC 6316 est comprise entre 4,3 % et 32 % de celle du Soleil. Après le Big Bang, l'Univers étant surtout composé d'hydrogène et d'hélium, la métallicité était pratiquement nulle. L'univers s'est progressivement enrichi en métaux (éléments plus lourds que l'hélium) grâce à la synthèse de ceux-ci dans le cœur des étoiles. La métallicité des amas du halo de la Voie lactée varie d'un centième à un dixième de la métallicité solaire, ce qui signifie que ces amas se décomposent en deux sous-groupes, les relativement jeunes et les vieux . Selon sa métallicité, NGC 6342 serait donc un amas relativement jeune et riche en métaux, âgé de 12,0 milliards d'années.

## Galerie

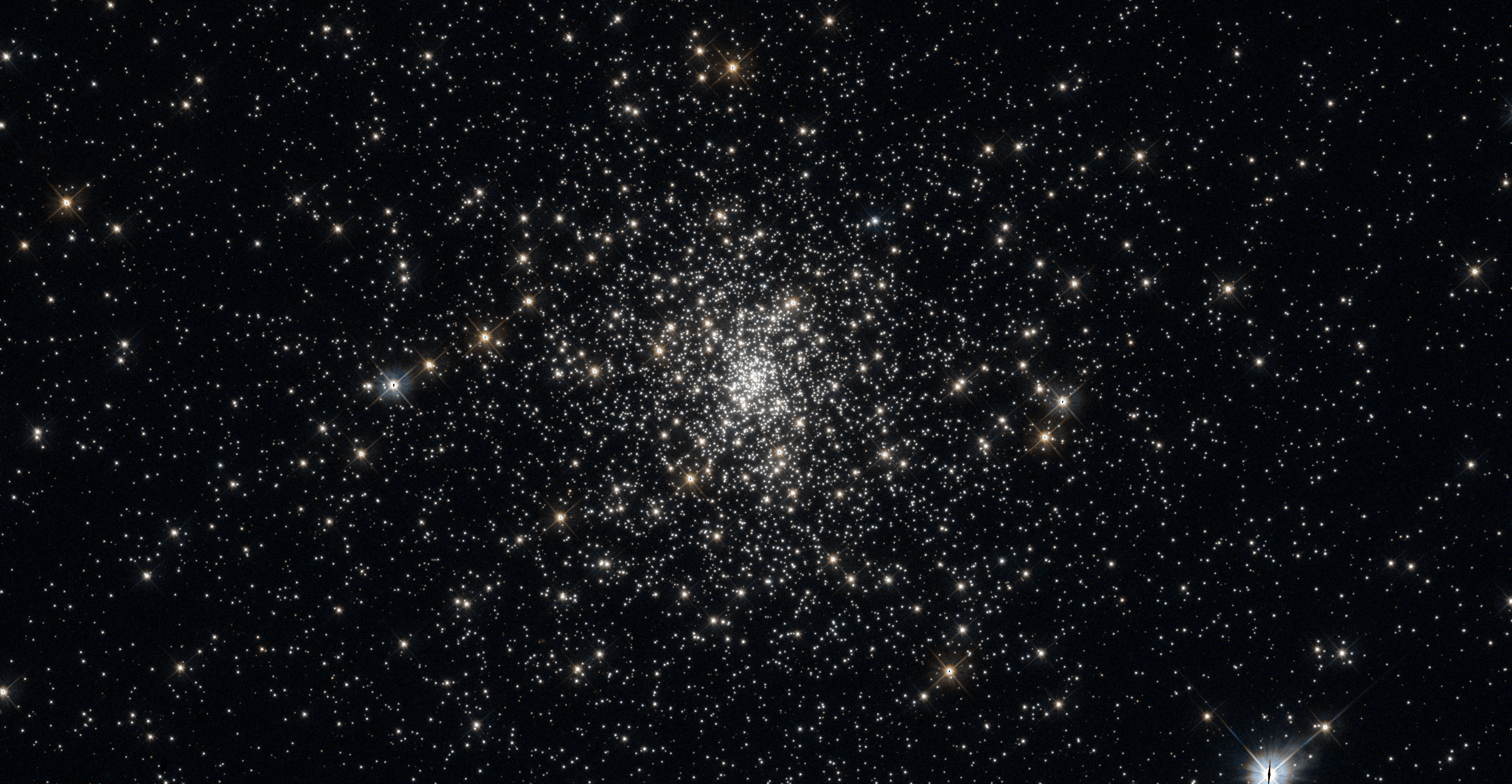
NGC 6342 par le télescope spatial Hubble.
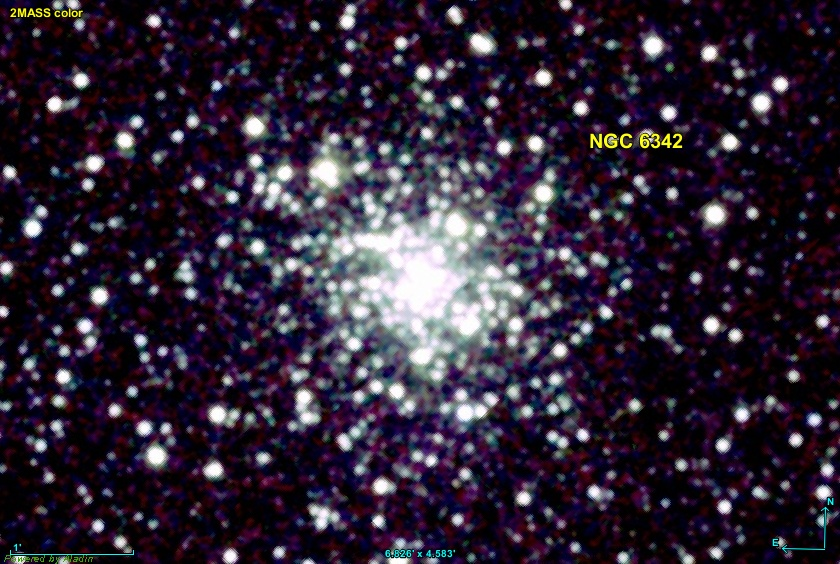
NGC 6342 en infrarouge par le relevé 2MASS.